# کلارچه کوئیراینس
کلارچه کوئیراینس (هلندی: Klaartje Quirijns؛ زادهٔ ۱۹۶۷) یک هنرپیشه و کارگردان فیلم اهل هلند است.
همچنین برندهٔ جوایزی همچون جایزه ایتالیا شده‌است.